# Arthur Masuaku
Fuka-Arthur Masuaku Kawela (Rijsel, 7 december 1993) is een Frans voetballer van Congolese afkomst die doorgaans als linksback speelt. Hij tekende in augustus 2025 bij Sunderland. Masuaku debuteerde in 2018 in het nationale team van Congo-Kinshasa.

## Clubcarrière
Masuaku speelde in de jeugd van Lille OM.S. Fives, RC Lens en Valenciennes. Hij debuteerde op 10 augustus 2013 op de openingsspeeldag van het seizoen 2013/14 in de Ligue 1 in het shirt van Valenciennes, waarmee hij het die dag opnam tegen Toulouse. Hij begon in de basiself en werd na 75 minuten naar de kant gehaald. Masuaku begon in de rest van het seizoen vrijwel iedere wedstrijd in de basis. Hij maakte op 29 januari 2014 zijn eerste doelpunt in het profvoetbal. Hij bracht Valenciennes toen op 1–1 tijdens een competitiewedstrijd uit bij Olympique Marseille. Genoeg voor een punt was het uiteindelijk niet.
Masuaku degradeerde aan het eind van zijn eerste seizoen met Valenciennes uit de Ligue 1, maar daalde zelf niet mee af. Hij tekende in plaats daarvan in juli 2014 bij Olympiakos. Dat was in de voorgaande vier seizoenen Grieks landskampioen geworden en dat werd het ook in 2014/15 en 2015/16. Masuaku droeg daar beide keren als basisspeler aan bij.
Masuaku verruilde Olympiakos in augustus 2016 voor West Ham United. Coach Slaven Bilić maakte hem ook hier meteen basisspeler. Hij debuteerde op 15 augustus 2016 uit bij Chelsea en speelde daarna ook tegen Bournemouth, Manchester City, Watford en West Bromwich Albion. Knieklachten zorgden er alleen voor dat hij in de zes maanden daarna nog maar één keer in actie kwam. Na zijn valse start verliepen seizoen 2017/18 en 2018/19 voorspoediger, maar onbetwist basisspeler werd hij ook toen niet. Zijn speeltijd liep daarna nog verder terug. Zowel coach Manuel Pellegrini als diens opvolger David Moyes gebruikten Masuaku in 2019/20 vooral als invaller. Masuaku overtuigde Moyes in de voorbereiding op 2020/21 alsnog. Zodoende begon hij in tien van de elf eerste speelronden in de Premier League dat jaar in de basis. Problemen met zijn knie verpestten het vervolgens weer voor hem. Hij speelde dat seizoen alleen nog tegen Wolverhampton Wanderers en Leicester City. Daarna kwam hij in zijn zesde seizoen bij West Ham nog amper aan bod.
West Ham United verhuurde Masuaku in augustus 2022 voor een jaar aan Beşiktaş. Hiervoor kwam hij dat seizoen voor het eerst in zijn carrière meer dan 30 speelronden in actie en op-een-na ook allemaal vanaf de aftrap. Hij maakte daarbij het winnende doelpunt in een competitiewedstrijd tegen Adana Demirspor en bepaalde uit bij Istanbul Başakşehir de eindstand op 0–2. Masuaku verruilde West Ham in juli 2023 definitief voor Beşiktaş.

## Clubstatistieken
| Seizoen | Club               | Competitie     | Competitie | Competitie | Beker | Beker | Internationaal | Internationaal | Totaal | Totaal |
| Seizoen | Club               | Competitie     | Wed.       | Dlp.       | Wed.  | Dlp.  | Wed.           | Dlp.           | Wed.   | Dlp.   |
| ------- | ------------------ | -------------- | ---------- | ---------- | ----- | ----- | -------------- | -------------- | ------ | ------ |
| 2012/13 | Valenciennes FC    | Ligue 1        | 0          | 0          | 1     | 0     | —              | —              | 1      | 0      |
| 2013/14 | Valenciennes FC    | Ligue 1        | 27         | 1          | 1     | 0     | —              | —              | 28     | 1      |
| 2014/15 | Olympiakos Piraeus | Super League   | 27         | 0          | 6     | 0     | 8              | 1              | 41     | 1      |
| 2015/16 | Olympiakos Piraeus | Super League   | 23         | 1          | 2     | 0     | 7              | 0              | 32     | 1      |
| 2016/17 | Olympiakos Piraeus | Super League   | 0          | 0          | 0     | 0     | 1              | 0              | 1      | 0      |
| 2016/17 | West Ham United    | Premier League | 13         | 0          | 2     | 0     | —              | —              | 15     | 0      |
| 2017/18 | West Ham United    | Premier League | 27         | 0          | 6     | 1     | —              | —              | 33     | 1      |
| 2018/19 | West Ham United    | Premier League | 23         | 0          | 4     | 0     | —              | —              | 27     | 0      |
| 2019/20 | West Ham United    | Premier League | 17         | 0          | 2     | 0     | —              | —              | 19     | 0      |
| 2020/21 | West Ham United    | Premier League | 12         | 0          | 1     | 0     | —              | —              | 13     | 0      |
| 2021/22 | West Ham United    | Premier League | 0          | 0          | 1     | 0     | 1              | 0              | 2      | 0      |
| 2022/23 | → Beşiktaş         | Süper Lig      | 31         | 2          | 1     | 0     | —              | —              | 32     | 2      |
| 2023/24 | Beşiktaş           | Süper Lig      | 18         | 0          | 4     | 0     | 7              | 0              | 29     | 0      |
| 2024/25 | Beşiktaş           | Süper Lig      | 33         | 0          | 5     | 0     | 9              | 1              | 47     | 1      |
| 2025/26 | Sunderland         | Premier League | 0          | 0          | 0     | 0     | —              | —              | 0      | 0      |
| TOTAAL  | TOTAAL             | TOTAAL         | 251        | 4          | 36    | 1     | 33             | 2              | 320    | 7      |

Bijgewerkt tot en met het seizoen 2024/25.

## Interlandcarrière
Masuaku speelde drie keer voor Frankrijk –19 en twee keer voor Frankrijk –19. Hij debuteerde in 2018 in het nationale team van Congo-Kinshasa. Daarmee nam hij een jaar later deel aan het Afrikaans kampioenschap 2019.

## Erelijst
| Competitie            |                    |                    |                    |                    |
| Competitie            | Aantal             | Jaren              |                    |                    |
| Olympiakos Piraeus    | Olympiakos Piraeus | Olympiakos Piraeus | Olympiakos Piraeus | Olympiakos Piraeus |
| --------------------- | ------------------ | ------------------ | ------------------ | ------------------ |
| Kampioen Super League | 1x                 | 2014/15, 2015/16   |                    |                    |
| Beker van Griekenland | 1x                 | 2014/15            |                    |                    |
| Beşiktaş              |                    |                    |                    |                    |
| Turkse supercup       | 1x                 | 2024               |                    |                    |